# 대한민국-방글라데시 관계
대한민국과 방글라데시 관계는 남북한과 외교 관계를 수립한 많은 나라들 중 하나이다. 조선민주주의인민공화국(북한)과의 공식 외교 관계는 1973년에 수립되었다. 1974년에는 대한민국 정부가 방글라데시의 수도인 다카에 주방글라데시 대한민국 대사관을 개설했고, 1987년에는 방글라데시가 대한민국의 수도인 서울에 주한 방글라데시 대사관을 개설했다.

## 역사
2008년, 대한민국 법무부는 방글라데시와의 비자 면제 조약을 중단했는데, 방글라데시 출신 임시 거주자가 대한민국을 거쳐 13,000명이 넘었다는 점에서 내린 결정이다. 양국은 2008년 7월 15일부터 상대 국가에 대한 입국 허가를 받아야 한다.
대한민국에는 13,000명 이상의 방글라데시 외국인 근로자들이 있다. 그들 중 상당수는 임시 이민자들이다. 이로 인해 방글라데시 주재원들에 대한 편견이 생겨났는데, 이 문제는 최근 신동일 감독의 2009년 한국 영화 《반두비》가 다룬 이슈였다.

## 같이 보기
- 대한민국의 대외 관계
- 방글라데시의 대외 관계